# Batalha de Glen Shiel
A Batalha de Glen Shiel foi um confronto armado ocorrido em 10 de junho de 1719, no contexto do período da Revolução Jacobita, na Escócia. De um lado, as tropas do rei Jorge I da Grã-Bretanha, de outro, tropas leais a Jaime Francisco Eduardo Stuart, filho de Jaime II de Inglaterra, último rei católico da ilha. Em apoio às tropas jacobitas, o rei Filipe V da Espanha mandou tropas galegas de auxílio.
As tropas britânicas interceptaram os rebeldes e os galegos que estavam marchando para Londres pelas Highlands. Dessa forma, os galegos foram capturados e os escoceses voltaram. Esta foi a última vez que tropas não britânicas lutaram em solo britânico.